# Roxann Dawson
Roxann Dawson (ur. 11 września 1958 w Los Angeles) – amerykańska aktorka i reżyserka.
Studiowała teatrologię na Uniwersytecie Kalifornijskim w Berkeley. Popularność zdobyła jako porucznik B’Elanna Torres w serialu Star Trek: Voyager.
Wyreżyserowała m.in. dwa odcinki Voyagera i dziesięć odcinków Enterprise’a.